# Estadio Municipal de Berkane
El Estadio Municipal de Berkane es un estadio de fútbol ubicado en la ciudad de Berkán en Marruecos. Es el recinto del club Renaissance de Berkane de la Liga de Fútbol de Marruecos.

## Historia
El Estadio Municipal de Berkane se inauguró en 2014. En 2017 el césped natural reemplazó el césped artificial que databa de la apertura del estadio. El 19 de mayo de 2019, acogió la final de ida de la Copa de la Confederación entre el Renaissance de Berkane y el Zamalek SC.